# Pyrausta albeoverbascalis
Pyrausta albeoverbascalis là một loài bướm đêm trong họ Crambidae.